# Мултикултурализъм
Мултикултурализъм е понятие, с което се описват общества, в които съжителстват много на брой различни култури без една от тях да е господстваща или поне преобладаваща. Точно по този белег се отличава от културния плурализъм, който предполага заедно с господстващата или поне преобладаваща култура да съществуват в обществото и други култури, които обаче да не противоречат на установения от господстващата култура правов ред. Българското общество е пример за културен плурализъм, защото заедно с българската съществуват циганска, турска и други култури.

## История
Терминът наследява термините бикултурализъм и билингвизъм, които са употребими и възникнали в Канада – френска и английска част. Като той е доразвиване на идеята на бикултурализма в посоката на много и различни култури. В Европа терминът придобива силата по-скоро на теоретично философско говорене, без реално политическо приложение на канадския модел, а само на отделни негови елементи.

## Антидискриминационни политики
Антидискриминационните политики в България най-често се възприемат като въвеждане на антидискриминационно законодателство, но в действителност могат да представляват различни действия от страна на държавата за предотвратяване на практиките на дискриминация.

### „За“
- Бари, Брайън, Политика на мултикултурализъм – в: Критика и хуманизъм, София, кн. 16, бр. 2/2003, с. 39-56
- Раз, Джоузеф, Мултикултурализъм – в: Критика и хуманизъм, София, кн. 16, бр. 2/2003, с. 159-172
- Симова, Олга, Мултикултурализъм и либерална демокрация – в: Критика и хуманизъм, София, кн. 16, бр. 2/2003, с. 27-38
- Чарлз Тейлър, Мултикултурализъм, Критика и хуманизъм, София, 1999

### „Против“
- Стилиян Йотов, Етика и мултикултурализъм. Градивни скици и елементи., Издателска група АГАТА-А., София, 2004
- Стилиян Йотов, Йотов, Стилиян. Справедливост и респект. Опити да се върви напред с Кант., София, 2001